# Liste des routes de la principauté d'Andorre
Le réseau de routes de la principauté d'Andorre comprend six routes principales (CG, carretera general en catalan) et une trentaine de routes secondaires (CS, carretera secundària en catalan). Situé dans le massif montagneux des Pyrénées, de nombreux kilomètres de ces voiries sont en lacets.
Les routes principales sont gérées par le Gouvernement d'Andorre à travers le Ministère de l'Aménagement du territoire, tandis que les routes secondaires sont gérées par les comuns de chaque paroisse.

## Routes principales
Le territoire de la principauté est parcouru par six routes principales, appelées carretera general :

### CG-1
CG-1 : 10 km d'Andorre-la-Vieille à la frontière avec l'Espagne au sud ;

### CG-2
CG-2 : environ 33 km d'Andorre-la-Vieille à la frontière avec la France au nord-est ;

### CG-3
CG-3 : 29 km d'Andorre-la-Vieille à la station de ski d'Arcalis au nord du pays ;

### CG-4
CG-4 : parcours commun avec la CG-3 d'Andorre-la-Vieille à La Massana sur 6 km, puis 18 km vers Pal et le port de Cabús à la frontière espagnole à l'ouest ;

### CG-5
CG-5 (anciennement CS-410) : environ 3 km de la CG-4 à Erts vers Arinsal et une station de ski ;

### CG-6
CG-6 (anciennement CS-110) : 6 km de la CG-1 à Aixovall vers Bixessarri et Os de Civís en Espagne (municipalité de Les Valls de Valira).

## Routes secondaires
Les routes secondaires ou Carreteras secundarias (aux initiales CS- précédant trois chiffres, dont celui des centaines correspond à la route principale de départ) sont des routes et chemins connectés aux six routes précédentes.

### CS liées à la CG-1

#### CS-100
CS-100 : environ 5 km de desserte des quartiers sud d'Andorre-la-Vieille.
| Points | Destinations         | Bifurcation | km  |
| ------ | -------------------- | ----------- | --- |
|        | Santa Coloma         |             | 0   |
|        | Andorra la Vella     |             | 2   |
|        | La Comella           |             | 2,5 |
|        | Estany d'Engolasters |             | 4,5 |

#### CS-101
CS-101 : environ 7 km sur les hauteurs de la capitale, entre la CS-100 et la CS-200.
| Points | Destinations         | Bifurcation | km  |
| ------ | -------------------- | ----------- | --- |
|        | Andorra la Vella     |             | 0   |
|        | Forn Incinerador     |             | 2,5 |
|        | La Comella           |             | 3,5 |
|        |                      |             | 4   |
|        | Estany d'Engolasters |             | 7   |

#### CS-102
CS-102 : relie la CS-101 au Four incinérateur d'Andorre (Forn Incinerador), sa distance est de 0,5 kilomètre. Elle est de ce fait, la plus courte de tout le réseau routier de la principauté.
| Points | Destinations                | Bifurcation | km  |
| ------ | --------------------------- | ----------- | --- |
|        |                             |             | 0   |
|        | Four incinérateur d'Andorre |             | 0,5 |

#### CS-110
La route CS-110 est devenue la CG-6.

#### CS-111
La route CS-111 est devenue la CS-600.

#### CS-112
La route CS-112 est devenue la CS-610.

#### CS-120
CS-120 : environ 5 km de long, de l'est de Sant Julià de Lòria jusqu'à Certers.
| Points | Destinations        | Bifurcation | km |
| ------ | ------------------- | ----------- | -- |
|        | Sant Julià de Lòria |             | 0  |
|        | Nagol               |             | 2  |
|        | Certers             |             | 5  |

#### CS-130
CS-130 : desserte du sud-est de Sant Julià de Lòria.
| Points | Destinations        | Bifurcation | km  |
| ------ | ------------------- | ----------- | --- |
|        | Sant Julià de Lòria |             | 0   |
|        | Aubinyà             |             | 2,5 |
|        | Juberri             |             | 4,5 |
|        |                     |             | 5   |
|        |                     |             | 8   |
|        |                     |             | 10  |
|        |                     |             | 13  |
|        | La Rabassa          |             | 17  |

#### CS-131
CS-131 : desserte de l'est de Sant Julià de Lòria, puis croisement avec la CS-130 vers le 13e kilomètre.
| Points | Destinations                    | Bifurcation | km |
| ------ | ------------------------------- | ----------- | -- |
|        | Environs de Sant Julià de Lòria |             | 0  |
|        | Aixirivall                      |             | 2  |
|        |                                 |             | 13 |

#### CS-140
CS-140 : environ 6 km de desserte du sud-ouest de Sant Julià de Lòria jusqu'à Fontaneda.
| Points | Destinations        | Bifurcation | km  |
| ------ | ------------------- | ----------- | --- |
|        | Sant Julià de Lòria |             | 0   |
|        | La Moixella         |             | 4,5 |
|        | Fontaneda           |             | 6   |

#### CS-141
CS-141 : 1,5 km entre CS-140 et La Moixella.
| Points | Destinations | Bifurcation | km  |
| ------ | ------------ | ----------- | --- |
|        |              |             | 0   |
|        | La Moixella  |             | 1,5 |

#### CS-142
CS-142 : 2 km entre le 13e kilomètre de la CS-600 et le Mas d'Alins.
| Points | Destinations | Bifurcation | km  |
| ------ | ------------ | ----------- | --- |
|        |              |             | 0   |
|        | Mas d'Alins  |             | 2,5 |

### CS liées à la CG-2

#### CS-200
CS-200 : environ 6,5 km à l'est d'Andorre-la-Vieille jusqu'à l'Estany d'Engolasters.
| Points | Destinations         | Bifurcation | km  |
| ------ | -------------------- | ----------- | --- |
|        | Escaldes-Engordany   |             | 0   |
|        |                      |             | 1,5 |
|        |                      |             | 5   |
|        | Estany d'Engolasters |             | 6,5 |

#### CS-210
CS-210 : 7 km d'Encamp vers l'ouest jusqu'à la Collada de Beixalís (la CS-310 redescend vers La Massana).
| Points | Destinations        | Bifurcation | km |
| ------ | ------------------- | ----------- | -- |
|        | Encamp              |             | 0  |
|        | Collada de Beixalís |             | 7  |

#### CS-220
CS-220 : environ 6 km vers l'est d'Encamp.
| Points | Destinations | Bifurcation | km  |
| ------ | ------------ | ----------- | --- |
|        | Encamp       |             | 0   |
|        |              |             | 2,5 |
|        | Els Cortals  |             | 6,5 |

#### CS-221
CS-221 : environ 3 km à partir de Borda de les Pardines sur la CS-220, jusqu'à l'Estany d'Engolasters.
| Points | Destinations         | Bifurcation | km |
| ------ | -------------------- | ----------- | -- |
|        |                      |             | 0  |
|        | Estany d'Engolasters |             | 3  |

#### CS-230
CS-230 : moins d'un kilomètre pour desservir Meritxell.
| Points | Destinations          | Bifurcation | km |
| ------ | --------------------- | ----------- | -- |
|        |                       |             | 0  |
|        | Santuari de Meritxell |             | 1  |

#### CS-240
CS-240 : environ 9 km de Canillo vers l'ouest et le col d'Ordino (descente vers Ordino par la CS-340).
| Points | Destinations  | Bifurcation | km  |
| ------ | ------------- | ----------- | --- |
|        | Canillo       |             | 0   |
|        | Coll d'Ordino |             | 8,5 |

#### CS-250
CS-250 : environ 1 km pour desservir Prats, au sud de Canillo.
| Points | Destinations | Bifurcation | km  |
| ------ | ------------ | ----------- | --- |
|        | Canillo      |             | 0   |
|        |              |             | 0,5 |
|        | Prats        |             | 1   |

#### CS-251
CS-251 : environ 2,5 km de Canillo vers l'est et El Forn.
| Points | Destinations | Bifurcation | km |
| ------ | ------------ | ----------- | -- |
|        |              |             | 0  |
|        | El Forn      |             | 3  |

#### CS-260
CS-260 : environ 4 km de Ransol vers le nord et la Coma de Ransol.
| Points | Destinations   | Bifurcation | km  |
| ------ | -------------- | ----------- | --- |
|        | Ransol         |             | 0   |
|        | Els Plans      |             | 0,5 |
|        |                |             | 2   |
|        | Vall de Ransol |             | 4   |

#### CS-261
CS-261 : relie la CS-260 à Els Plans.
| Points | Destinations | Bifurcation | km |
| ------ | ------------ | ----------- | -- |
|        | Ransol       |             | 0  |
|        | Els Plans    |             | 1  |

#### CS-262
CS-262 : environ 2 km de la CS-260 vers les hauteurs d'El Tarter.
| Points | Destinations | Bifurcation | km |
| ------ | ------------ | ----------- | -- |
|        |              |             | 0  |
|        |              |             | 2  |

#### CS-270
CS-270 : 4 km de desserte du Vall d'Incles jusqu'au pied du Juclar.
| Points | Destinations  | Bifurcation | km |
| ------ | ------------- | ----------- | -- |
|        | Incles        |             | 0  |
|        | Vall d'Incles |             | 4  |

#### CS-280
CS-280 : 1,8 km pour desservir la station de Grau Roig.
| Points | Destinations | Bifurcation | km  |
| ------ | ------------ | ----------- | --- |
|        |              |             | 0   |
|        | Grau Roig    |             | 1,5 |

### CS liées à la CG-3

#### CS-310
CS-310 : 9 km d'Anyós vers l'est jusqu'à la Collada de Beixalis (la CS-210 redescend vers Encamp).
| Points | Destinations           | Bifurcation | km  |
| ------ | ---------------------- | ----------- | --- |
|        | Encamp                 |             | 0   |
|        | Anyós                  |             | 1   |
|        | L'Aldosa de la Massana |             | 1,5 |
|        | Collada de Beixalís    |             | 9   |

#### CS-320
CS-320 : environ 5 km vers l'ouest de Sispony.
| Points | Destinations        | Bifurcation | km |
| ------ | ------------------- | ----------- | -- |
|        | Sant Julià de Lòria |             | 0  |
|        | Sispony             |             | 1  |
|        | Cortals de Sispony  |             | 6  |

#### CS-340
CS-340 : environ 9,5 km d'Ordino vers l'est et le col d'Ordino (descente vers Canillo par la CS-240).
| Points | Destinations  | Bifurcation | km  |
| ------ | ------------- | ----------- | --- |
|        | Encamp        |             | 0   |
|        | Coll d'Ordino |             | 9,5 |

#### CS-370
CS-370 : environ 3 km au nord d'El Serrat vers la Borda de Sorteny.
| Points | Destinations    | Bifurcation | km |
| ------ | --------------- | ----------- | -- |
|        | El Serrat       |             | 0  |
|        | Vall de Sorteny |             | 3  |

### CS liées à la CG-4

#### CS-410
La route CS-410 est devenue la route CG-5 ainsi que la CS-530 sur ses 700 derniers mètres.

#### CS-411
La route CS-411 est devenue la CS-500.

#### CS-412
La route CS-412 est devenue la CS-510.

#### CS-413
La route CS-413 est devenue la CS-520.

#### CS-420

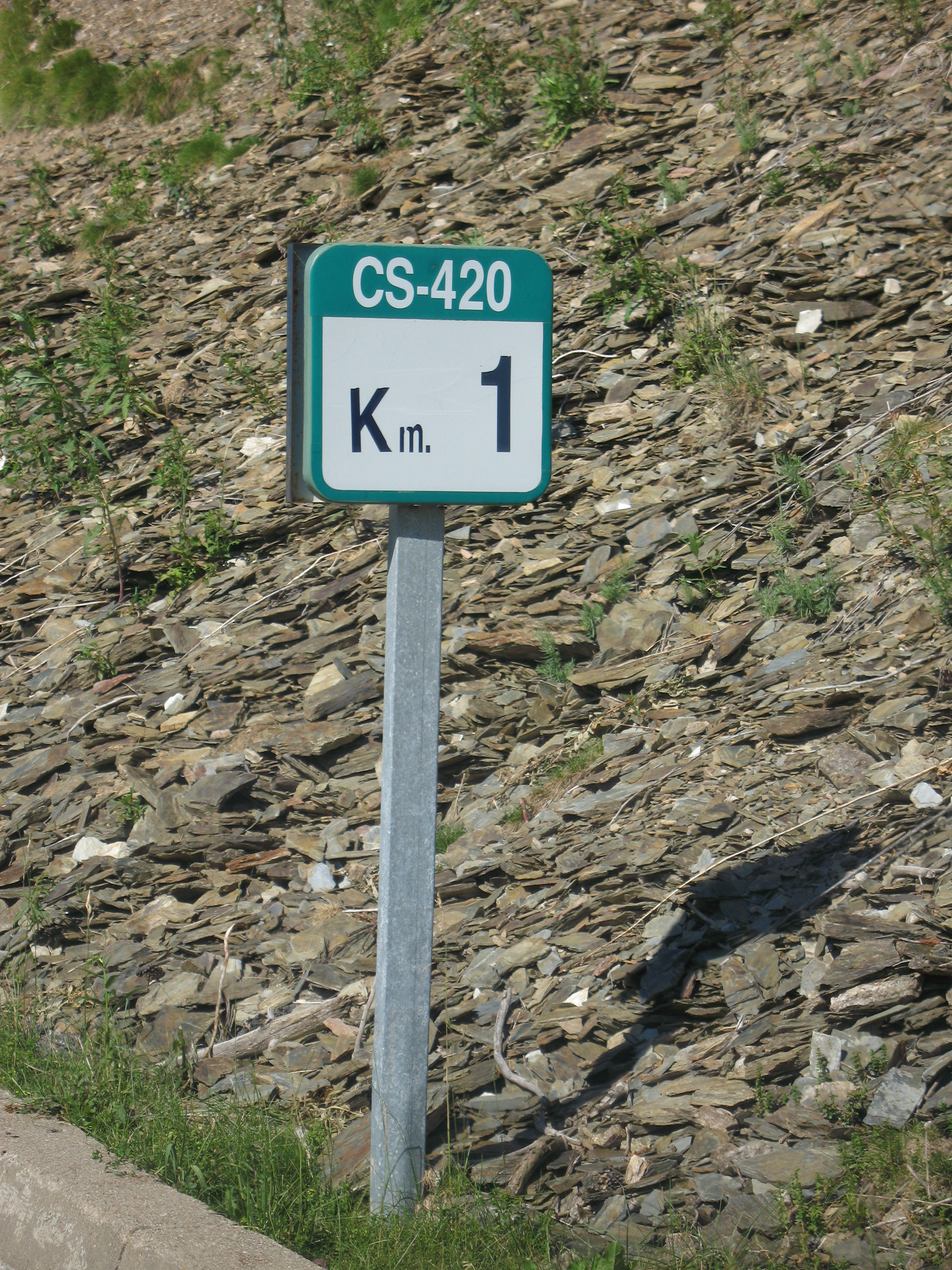
Un panneau de position sur la CS-420.

CS-420 : au sud de Pal, 2,7 km à l'est des pistes de la station de ski.
| Points | Destinations                     | Bifurcation | km |
| ------ | -------------------------------- | ----------- | -- |
|        | Pal                              |             | 0  |
|        | Station de sports d'hiver de Pal |             | 2  |

#### CS-430
CS-430 : relie La Massana au Collet des Colls.
| Points | Destinations     | Bifurcation | km  |
| ------ | ---------------- | ----------- | --- |
|        | La Massana       |             | 0   |
|        | Collet des Colls |             | 1,5 |

### CS liées à la CG-5

#### CS-500
CS-500 (Anciennement CS-411) : Route qui relie la CG-5 au Puiol del Piu.
| Points | Destinations  | Bifurcation | km  |
| ------ | ------------- | ----------- | --- |
|        | Sortida       |             | 0   |
|        | Puiol del Piu | Rue         | 0,3 |

#### CS-510
CS-510 (Anciennement CS-412) : Route qui relie la CG-5 au Mas de la Ribafeta.
| Points | Destinations              | Bifurcation | km  |
| ------ | ------------------------- | ----------- | --- |
|        | Sortida                   |             | 0   |
|        | Mas de Ribafeta           |             | 1,1 |
|        | Urbanització La Llobereta | Rue         | 1,2 |

#### CS-520
CS-520 (Anciennement CS-413) : relie Arinsal au massif de Coma Pedrosa.
| Points | Destinations | Bifurcation | km  |
| ------ | ------------ | ----------- | --- |
|        | Arinsal      |             | 0   |
|        | Les Fonts    |             | 4,5 |

#### CS-530
CS-530 (Anciennement CS-410) : Route qui prolonge la CG-5 à Arinsal et aux Prats Sobirans.
| Points | Destinations   | Bifurcation | km  |
| ------ | -------------- | ----------- | --- |
|        | Arinsal        |             | 0   |
|        | Tunnel         |             | 0,2 |
|        | Pont Pedregat  |             | 0,5 |
|        | Tunnel         |             | 0,6 |
|        | Prats Sobirans |             | 0,7 |

### CS liées à la CG-6

#### CS-600
CS-600 (anciennement CS-111) : relie Bixessarri à Fontaneda.
| Points | Destinations         | Bifurcation | km |
| ------ | -------------------- | ----------- | -- |
|        | Bixessarri           |             | 0  |
|        | Santuari de Canolich |             | 3  |
|        | Coll de la Gallina   |             | 8  |
|        | Mas d'Alins          |             | 13 |
|        | Fontaneda            |             | 14 |

#### CS-610
CS-610 (anciennement CS-112) : relie Bixessarri à Aixàs.
| Points | Destinations      | Bifurcation      | km |
| ------ | ----------------- | ---------------- | -- |
|        | Bixessarri        |                  |    |
|        | Sant Joan d'Aixàs |                  |    |
|        | Aixàs             | (Carrer d'Aixàs) |    |